# Bíblia de Estudos de Genebra
A Bíblia de Genebra é a segunda mais popular versão da Bíblia no idioma inglês, ficando atrás apenas da King James. A Bíblia de Genebra precede a Bíblia King James em 51 anos. Versões em outros idiomas, baseadas na edição inglesa, foram produzidas em países onde o calvinismo possui adeptos.

## História
Durante o reinado da rainha Maria I de Inglaterra (1553 - 1558), um número de eruditos protestantes fugiram da Inglaterra para Genebra, na Suíça, que era então governada como uma república e se tornara um dos poucos lugares no mundo em que se professava a fé protestante livremente. Entre esses estudiosos foi William Whittingham, que viria a controlar o que se tornaria o esforço para criar a tradução agora conhecida como a Bíblia de Genebra, em colaboração com Myles Coverdale, Christopher Goodman, Gilby Anthony, Thomas Sampson, e Willian Cole. Whittingham foi diretamente responsável pelo Novo Testamento, que foi concluído e publicado em 1557, enquanto Gilby supervisionou o Antigo Testamento.
A primeira edição completa, com uma nova revisão do Novo Testamento, surgiu em 1560, mas não foi impressa na Inglaterra até 1575 (Novo Testamento) e 1576 (Bíblia completa). Mais de 150 edições foram emitidas, a última, provavelmente em 1644. A primeira Bíblia impressa na Escócia foi uma Bíblia de Genebra, em 1579.
Algumas edições de 1576 em diante incluiam revisões de Tomson do Novo Testamento. Algumas edições de 1599 em diante usavam notas para o Apocalipse traduzidas a partir de um novo comentário em latim pelo teólogo huguenote Franciscus Junius.
A transcrição para o Inglês foi substancialmente baseada nas traduções feitas por William Tyndale e Myles Coverdale (80-90% dos textos do Novo Testamento da Bíblia de Genebra são de Tyndale). No entanto, a Bíblia de Genebra foi a primeira versão Inglês em que todo o Antigo Testamento foi traduzido diretamente do hebraico (cf. Coverdale Bíblia, Bíblia de Mateus).
As anotações que são uma parte importante da Bíblia de Genebra são de caráter calvinista e puritana, e como tal eram detestados pelos protestantes anglicanos, assim como o rei James I, que encomendou a "Authorized Version ", ou Bíblia King James, a fim de substituí-la. A Bíblia de Genebra também motivou o início da produção da Bíblia dos Bispos durante o reinado de Elizabeth I, pela mesma razão, e a edição Rheims-Douai pela comunidade católica. A Bíblia Genebra manteve-se popular entre os puritanos e permaneceu em uso difundido até após a Guerra Civil Inglesa.

## Características
A Bíblia de Genebra é uma das mais significativas traduções da história da Bíblia para o Inglês, que precede a tradução King James por 51 anos. Foi a principal Bíblia protestante do século 16, e foi a Bíblia usada por William Shakespeare, Oliver Cromwell, John Knox, John Donne, e John Bunyan, autor de "O Peregrino". A Bíblia de Genebra foi usada por muitos dissidentes ingleses, e ela ainda era respeitada pelos soldados de Oliver Cromwell na época da Guerra Civil Inglesa no livreto de bolso Bíblia Soldados de Cromwell.
Esta versão da Bíblia Sagrada é significativa, porque foi pela primeira vez que uma Bíblia foi impressa mecanicamente, produzida em massa, sendo assim disponibilizada diretamente para o público em geral, além de vir com uma variedade de guias de estudo das Escrituras e auxiliares (chamados coletivamente de um aparelho), que incluiu citações do verso citado que permitem que o leitor faça uso de referências cruzadas dum versículo com inúmeros versos relevantes no resto da Bíblia, incluía também introduções para cada livro da Bíblia que agia para resumir todo o material que cada livro cobriria, mapas, tabelas, ilustrações em xilogravura, índices, bem como outros recursos incluídos -. todos de que acabaria por levar à reputação da Bíblia de Genebra como a primeira de Estudo da história da Bíblia.
Pelo fato de A BÍBLIA DE GENEBRA ter possuído uma linguagem prática e bela em estilo, a maioria dos leitores preferiram esta versão, ao invés da Grande Bíblia, que possuía uma linguagem confusa e quando não tinha o sistema de versos.

## Reproduções Modernas Brasileiras Inspiradas na Bíblia de Genebra
No Brasil foi feita uma reprodução chamada Bíblia de Estudos de Genebra que é publicada conjuntamente pela Editora Cultura Cristã (antiga Casa Editora Presbiteriana) e a Sociedade Bíblica do Brasil. Esta versão, porém, não deve ser confundida com a original Bíblia de Genebra. Ela adotou ao invés do texto original da Bíblia de Genebra, o texto da versão "Revista e Atualizada" (2ª Edição de 1993), também, ao invés de utilizar as notas e comentários da original de 1560, ela utiliza comentários teológicos atuais, e não os da reforma protestante. A sua primeira edição brasileira é a tradução da "New Geneva Study Bible" de 1995, cujo editor é o R. C. Sproul. Essa versão americana vem com a versão "New King James Version".
Foi lançada em 2009 pela Cultura Cristã e Sociedade Bíblica do Brasil a Bíblia de Estudos de Genebra Edição Revista e Ampliada. Esta, por sua vez, é a tradução da "Spirit of the Reformation Study Bible" de 2003, cujo editor geral é o Richard L. Pratt Jr., professor do Reformed Theological Seminary. Enquanto em inglês ela usa a NIV (New International Version), em português ela utiliza, como a sua versão anterior, a Almeida Revista e Atualizada, com a diferença de que o texto português foi completamente revisado e adequado a "Nova Reforma Ortográfica". Essa nova edição, além de ter sido revisada e conter mais notas explicativas que a anterior, contém dois novos recursos de auxílio ao leitor e estudante da bíblia: 1) O primeiro deles são as notas sobre a relação entre Cristo e cada livro do Antigo Testamento, encontradas nas introduções a cada livro. 2) O segundo recurso é a indexação do texto das notas com os Símbolos de Fé Reformados, que são as TRÊS FORMAS DE UNIDADE DAS IGREJAS REFORMADAS (Confissão Belga, Catecismo de Heidelberg, e os Cânones de Dort) e os TRÊS SIMBOLOS DE FÉ DE WESTMINSTER (Confissão de Fé Westminster, Catecismo Maior de Westminster, e Breve Catecismo de Westminster). Estes símbolos de fé estão compilados no final da Bíblia de Estudos de Genebra.
É importante destacar, diante das notas e documentos reformados anexos à Bíblia de Genebra, a seguinte observação na Introdução a esta Bíblia: "Esperamos que nenhum leitor venha a confundir as notas falíveis e os documentos confessionais contidos nesta publicação com as próprias Escrituras. Tudo isso está publicado em um único livro para a comodidade do leitor, não para colocar as Escrituras e as interpretações humanas no mesmo nível". (Bíblia de Estudo de Genebra Edição Revista e Ampliada, p. ix) Esta é a atitude esperada de qualquer leitor diante de qualquer Bíblia de estudo, seja ela qual for.

## Características da Bíblia de Genebra
A Bíblia de Genebra é fortemente usada por ministros, líderes e membros de denominações de teologia reformada - presbiterianos, congregacionais, anglicanos e batistas -   por conter, além dos textos bíblicos propriamente ditos, uma série de recursos: quadros doutrinários, notas de rodapé explicando os textos bíblicos sob a ótica reformada, textos de introdução a cada livro bíblico e mapas das regiões onde teriam ocorrido os eventos narrados na Bíblia. Mas devido a sua qualidade e erudição o alcance e usa da Bíblia de Genebra acaba ultrapassando as fronteiras das igrejas e líderes reformados atingindo até os pentecostais e neo-pentecostais. É interessante notar a participação do conhecido batista Wayne A. Grudem, do Phoenx Seminary, entre os colaboradores da "Spirit of the Reformation Study Bible", nome original da versão em inglês da Bíblia de Estudo de Genebra (Edição Revista e Ampliada). Isso mostra a abrangência da teologia reformada e do uso da Bíblia de Estudo de Genebra.